# كلارك إس. سميث
كلارك إس. سميث (بالإنجليزية: Clark S. Smith)‏ هو سياسي أمريكي، ولد في 30 مايو 1912، وتوفي في 28 أكتوبر 2014 في الولايات المتحدة. حزبياً، نشط في الحزب الجمهوري. وقد انتخب عضو مجلس نواب بنسيلفانيا.